# Chiesa di Maria Santissima Addolorata (Soverato)

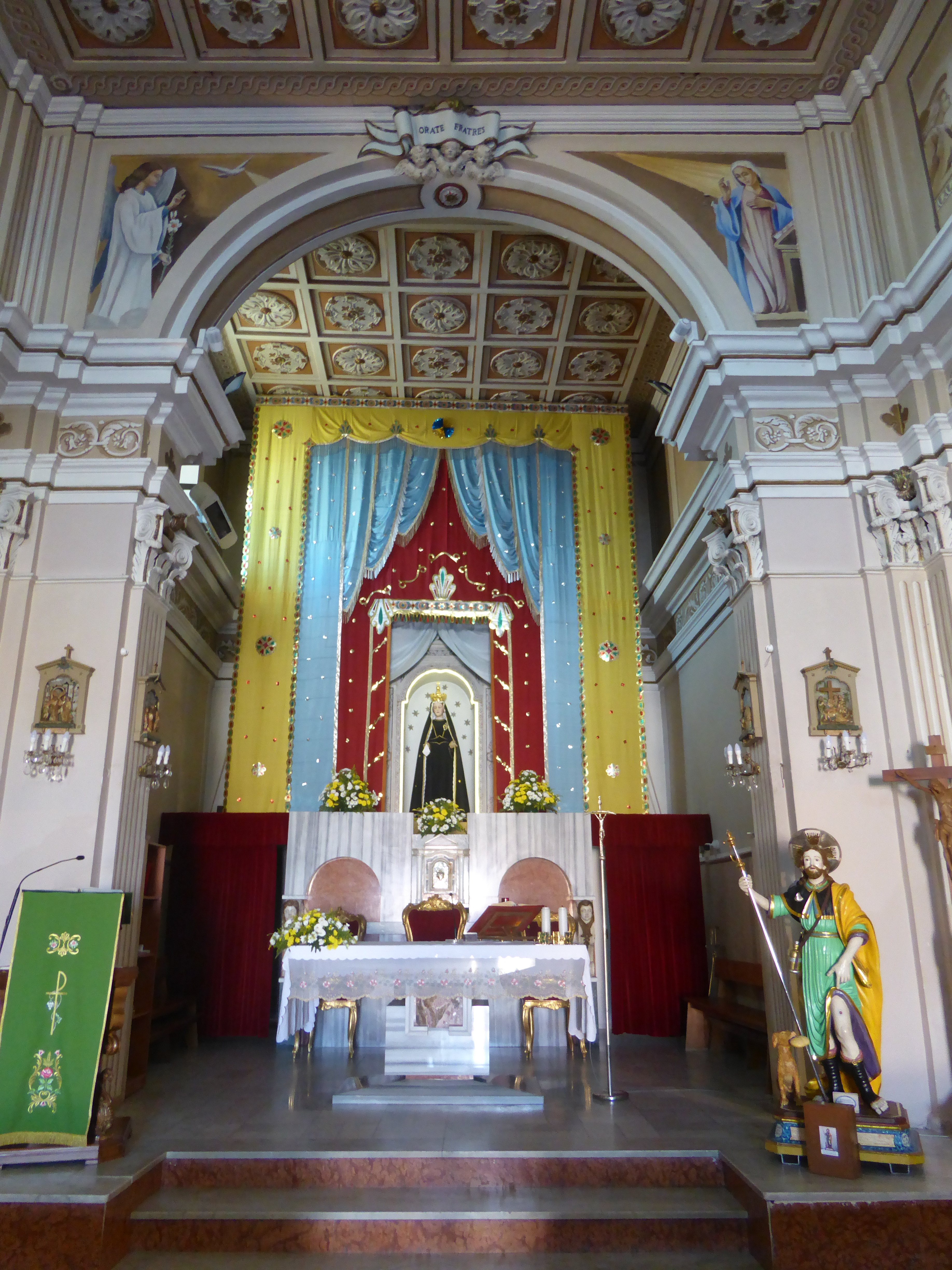
Chiesa Matrice di Soverato Superiore (agosto 2019)

La chiesa matrice di Maria Santissima Addolorata è la più antica chiesa del comune di Soverato, in Calabria. È una chiesa cattolica di rito romano, consacrata alla Mater Dolorosa, e chiesa arcipretale della città.

## Storia
A seguito del disastroso terremoto del 1783 che distrusse l'antico borgo fortificato oggi chiamato Soverato Vecchia (o antica), gli abitanti di Soverato decisero di stabilirsi sulla collina antistante all'ormai distrutto centro abitato. Una dei primi edifici a essere costruiti fu la chiesa, che, una volta terminata, venne consacrata a Maria della Pietà, in memoria dell'antica chiesa matrice dell'antico borgo. Dai primi anni del XX secolo circa, la chiesa iniziava a risultare come "Chiesa di Maria SS dei Sette Dolori" e in seguito come "Chiesa arcipretale di Maria SS Addolorata" (notizie conosciute in seguito ai bolli ufficiali della parrocchia).
La chiesa subì un primo restauro, dopo più di cento anni, nel 1891, come riporta una targa all'interno di una navata, che cambiò la struttura interna della chiesa e una seconda nel 1984-85 con aggiunta di decorazione a opera del prof. Saverio Presta

## Descrizione architettonica e Opere d'arte

### Facciata ed esterni
La facciata richiama le costruzioni delle chiese del periodo neoclassico: la parte superiore presenta un timpano e sotto di esso una trabeazione. presenta nella parte inferiore 5 lesene e un portone con tre gradini.
Il campanile originariamente era a cuspide e in seguito sul retro venne aggiunta una navata.

### Interni
Originariamente la chiesa presentava una singola navata, a cui venne aggiunta nel XX secolo una seconda tra campanile e sagrestia, e il tetto a capriate in legno, coperto in seguito dal soffitto a cassettoni.
Nella navata principale sono presenti 7 edicole con all'interno i Santi Francesco da Paola, S. Giuseppe, S. Rocco, S. Alfonso, S. Giovanni Battista, S. Rita e S. Antonio e sopra l'altare si trova l'edicola con la statua della Patrona della città Maria SS Addolorata (XVIII sec.). Nella navata laterale è presente l'altare del Sacro Cuore di Gesù, la cappella della Pietà e un Crocifisso Ligneo del XVII sec.
Sono presenti anche una pala policroma dell'antico altare (demolito nel 1970), datata 1740, proveniente da una delle chiese di Soverato Vecchia e una fonte Battesimale in pietra proveniente dalla chiesa matrice dell'antico borgo fortificato.

### Opere d'arte

#### La Pietà
Nell'omonima cappella viene custodito il gruppo marmoreo della Pietà di Antonello Gagini

#### Il Crocifisso

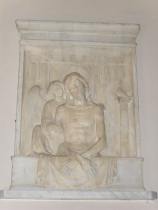
Bassorilievo raffigurante l'Ecce Homo attribuito al Gagini

Recentemente restaurato, il crocifisso ligneo occupa una nicchia nella navata destra della Chiesa. Potrebbe essere lo stesso crocifisso di cui si parla in una Platea del 1699, dove, tra i vari beni mobili descritti, di proprietà della chiesa matrice dell'Antica Soverato devastata dal terremoto del 1783, si fa riferimento a un grande crocifisso riposto nel coro. Nonostante la compostezza che traspare dalle sue forme e dall'espressione pacata del viso,di chiara matrice classica, taluni eruditi l'hanno attribuito all'artista barocco Fra Angelo da Pietrafitta. Lo studioso salesiano Don Gnolfo dice: "[...] Il perizoma legato a destra, da una cordicella e pende a figura di fiocco esornativo, come nei crocifissi di fra Umile da Petralia. I chiodi non sono tre ma quattro. Il corpo non aderisce totalmente alla croce nella parte superiore, ma penzola in avanti [...]. Ben marcate le ossa addominali, con ginocchia quasi congiunte e gambe stecchite e irrigidite. [...] Gli occhi sono socchiusi e il viso tumefatto mostra una bocca semiaperta. [...] Marcata la tessitura delle vene e molto espressionistiche quelle delle gambe tese e quasi forzate dall'irrigidimento. [...] Qui l'uomo-Dio dimostra profonda e morbida stanchezza, senza contrazioni di spasimi seicenteschi alla spagnola, senza sangue ruscellante dal corpo trafitto. Nel volto traspare quella mitezza veramente "serafica" che si addice al Poverello di Assisi [...]".

#### Altre opere
- Vir dolorum: bassorilievo del Gagini raffigurante Cristo risorto con un angelo e gli strumenti della Passione. (XVI Secolo)
- Busto litico di Vescovo proveniente dal monastero della Pietà rappresentante S.Agostino. (XV - XVI Secolo)
- Formella in pietra raffigurante alcuni fanciulli avvinghiati da un serpente. Sono incise le cifre 17, alla destra del gruppo di giovani, e 60, alla sua sinistra. Ciò ha indotto gli studiosi a ipotizzare che la coppia di cifre stia ad indicare l'anno di esecuzione dell'opera. Nonostante ciò, la datazione è incerta. Probabile fosse posta un tempo ai piedi di un crocifisso.
- Campana grande della chiesa datata 1789, fusa al tempo dall'arciprete Saverio Maria Teti, che cessò di squillare nel 1963 a causa di una lesione.Pietà di Antonello GaginiCrocifisso Ligneo del XVII Secolo prima del restauroCrocifisso dopo il restauro con la nuova croce

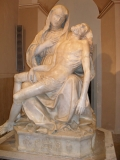
Pietà di Antonello Gagini

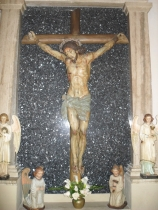
Crocifisso Ligneo del XVII Secolo prima del restauro

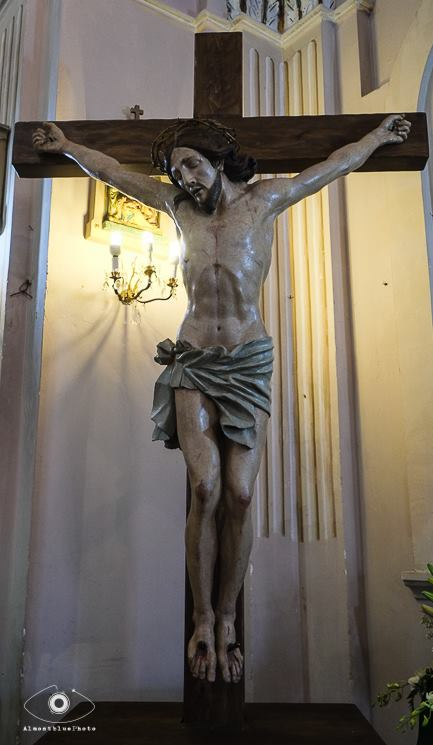
Crocifisso dopo il restauro con la nuova croce